# 烏尼拉希河
烏尼拉希河（Onilahy）是馬達加斯加的河流，位於該國南部圖利亞拉省，發源自貝特魯卡附近山區，最終注入莫桑比克海峽，河道全長525公里，流域面積約31,600平方公里。